# Mesacanthion obscurum
Mesacanthion obscurum is een rondwormensoort uit de familie van de Thoracostomopsidae. De wetenschappelijke naam van de soort is voor het eerst geldig gepubliceerd in 2006 door Gagarin & Klerman.